# Eccellenza Basilicata 2015-2016
Il campionato italiano di calcio di Eccellenza regionale 2015-2016 è stato il venticinquesimo organizzato in Italia. Rappresentava il quinto livello del calcio italiano.

## Stagione

### Novità
Dal campionato di Eccellenza Basilicata 2014-2015 era stato promosso in Serie D l'AZ Picerno, mentre il Tursi Rotondella e il Viggiano erano stati retrocessi nel campionato di Promozione Basilicata. Dal campionato di Promozione Basilicata 2014-2015 erano stati promossi in Eccellenza il Satriano, primo classificato, lo Sporting Matera, vincitore dei play-off promozione, e lo Sporting Pignola, perdente la finale play-off promozione, ma promosso poiché nessuna squadra lucana era stata retrocessa dalla Serie D.
L'A.S.D. PisticciMarconia non ha regolarizzato l'iscrizione al campionato di Eccellenza, di conseguenza è stato ammesso a completamento organici l'A.S.D. Ferrandina Calcio.
Sono 12 le squadre della provincia di Potenza e 4 quelle della Provincia di Matera.

### Formula
Le 16 squadre partecipanti disputano un girone all'italiana con partite di andata e ritorno per un totale di 30 giornate. La prima classificata viene promossa in Serie D. Le squadre classificate dal secondo al quinto posto sono ammesse ai play-off per decretare quale squadra partecipa agli spareggi nazionali per la promozione in Serie D. L'ultima classificata viene retrocessa direttamente nel campionato di Promozione. Le squadre classificate dal dodicesimo al quindicesimo posto sono ammesse ai play-out per decretare una retrocessione in Promozione.

## Squadre partecipanti
| Club                                   | Città (provincia)                  | Stadio                                | Stagione 2014-2015           |
| -------------------------------------- | ---------------------------------- | ------------------------------------- | ---------------------------- |
| A.S.D. Angelo Cristofaro Oppido Lucano | Oppido Lucano (PZ)                 | Stadio comunale                       | 4º in Eccellenza Basilicata  |
| A.S.D. Ferrandina                      | Ferrandina (MT)                    | Stadio Santa Maria                    | 12º in Promozione Basilicata |
| A.S.D.Pol. Latronico Terme             | Latronico (PZ)                     | Stadio comunale                       | 12º in Eccellenza Basilicata |
| U.S.D. Lavello                         | Lavello (PZ)                       | Stadio Franco Pisicchio               | 10º in Eccellenza Basilicata |
| Pol. Moliterno                         | Moliterno (PZ)                     | Stadio Onofrio Venezia                | 7º in Eccellenza Basilicata  |
| F.C. Murese Aurora 2000                | Muro Lucano (PZ)                   | Stadio comunale                       | 13º in Eccellenza Basilicata |
| A.S.D. FC Pomarico                     | Pomarico (MT)                      | Stadio La Manferrara                  | 5º in Eccellenza Basilicata  |
| A.S.D. Real Metapontino                | Montalbano Jonico (MT)             | Stadio Puccio Dellorusso              | 3º in Eccellenza Basilicata  |
| A.S.D. Real Tolve                      | Tolve (PZ)                         | Stadio San Rocco                      | 9º in Eccellenza Basilicata  |
| A.S.D. F.C. Satriano                   | Satriano di Lucania (PZ)           | Stadio Pasqualino Daraio              | 1º in Promozione Basilicata  |
| A.S.D. Soccer Lagonegro '04            | Lagonegro (PZ)                     | Stadio Giuseppe Rossi                 | 15º in Eccellenza Basilicata |
| U.S.D. Sporting Matera                 | Matera                             | Stadio Gaetano Scirea                 | 2º in Promozione Basilicata  |
| A.S.D. Sporting Pignola                | Pignola (PZ)                       | Stadio Pantano                        | 3º in Promozione Basilicata  |
| A.S.D. Villa D'Agri Calcio             | Villa D'Agri di Marsicovetere (PZ) | Stadio comunale Enzo Taddei (Paterno) | 6º in Eccellenza Basilicata  |
| U.S.D. Vitalba                         | Filiano (PZ)                       | Stadio Michelino di Trinco            | 8º in Eccellenza Basilicata  |
| C.S. Vultur 1921                       | Rionero in Vulture (PZ)            | Stadio Pasquale Corona                | 2º in Eccellenza Basilicata  |

## Classifica finale
Fonte: sito FIGC LND Comitato Regionale Basilicata.
|  | Pos. | Squadra              | Pt | G  | V  | N  | P  | GF | GS | DR  |
|  | ---- | -------------------- | -- | -- | -- | -- | -- | -- | -- | --- |
|  | 1.   | Vultur Rionero       | 74 | 30 | 23 | 5  | 2  | 62 | 15 | +47 |
|  | 2.   | Real Metapontino     | 71 | 30 | 21 | 8  | 1  | 80 | 23 | +57 |
|  | 3.   | Angelo Cristofaro    | 53 | 30 | 15 | 8  | 7  | 50 | 35 | +15 |
|  | 4.   | Real Tolve           | 46 | 30 | 11 | 13 | 6  | 41 | 37 | +4  |
|  | 5.   | Villa D'Agri         | 46 | 30 | 13 | 7  | 10 | 36 | 42 | -6  |
|  | 6.   | Satriano             | 44 | 30 | 12 | 8  | 10 | 48 | 41 | +7  |
|  | 7.   | Lavello              | 42 | 30 | 12 | 6  | 12 | 30 | 31 | -1  |
|  | 8.   | Murese Aurora 2000   | 39 | 30 | 11 | 6  | 13 | 43 | 52 | -9  |
|  | 9.   | Sporting Matera      | 35 | 30 | 9  | 8  | 13 | 34 | 38 | -4  |
|  | 10.  | Moliterno            | 34 | 30 | 8  | 10 | 12 | 29 | 35 | -6  |
|  | 11.  | Vitalba              | 34 | 30 | 9  | 7  | 14 | 39 | 44 | -5  |
|  | 12.  | Pomarico             | 33 | 30 | 7  | 12 | 11 | 21 | 30 | -9  |
|  | 13.  | Latronico Terme      | 29 | 30 | 6  | 11 | 13 | 27 | 46 | -19 |
|  | 14.  | Sporting Pignola     | 29 | 30 | 7  | 8  | 15 | 25 | 44 | -19 |
|  | 15.  | Soccer Lagonegro '04 | 26 | 30 | 7  | 5  | 18 | 26 | 48 | -22 |
|  | 16.  | Ferrandina           | 21 | 30 | 5  | 6  | 19 | 35 | 65 | -30 |

Legenda:
      Promossa in Serie D 2016-2017
      Ammessa ai play-off nazionali
 Ammessa ai play-off o ai play-out
      Retrocessa in Promozione 2016-2017
Note:
Tre punti a vittoria, uno a pareggio, zero a sconfitta.

## Risultati

### Tabellone
|                      | Ang  | Fer  | Lat  | Lav  | Mol  | Mur  | Pom  | Rme  | Rto  | Sat  | Soc  | Spo  | Spo  | Vil  | Vit  | Vul  |
| -------------------- | ---- | ---- | ---- | ---- | ---- | ---- | ---- | ---- | ---- | ---- | ---- | ---- | ---- | ---- | ---- | ---- |
| Angelo Cristofaro    | –––– | 4-1  | 2-0  | 0-0  | 1-1  | 4-1  | 3-0  | 2-2  | 3-3  | 3-1  | 2-0  | 3-0  | 4-1  | 2-1  | 3-1  | 1-1  |
| Ferrandina           | 4-1  | –––– | 0-3  | 0-1  | 1-0  | 3-3  | 1-1  | 2-3  | 1-2  | 1-4  | 2-2  | 1-2  | 1-0  | 1-3  | 1-4  | 2-1  |
| Latronico Terme      | 2-1  | 2-0  | –––– | 0-0  | 1-1  | 0-2  | 2-1  | 1-1  | 1-3  | 0-1  | 0-4  | 2-2  | 1-1  | 1-1  | 2-1  | 0-1  |
| Lavello              | 3-1  | 1-3  | 2-1  | –––– | 2-0  | 1-2  | 1-0  | 1-0  | 2-1  | 4-1  | 1-1  | 3-0  | 0-1  | 3-1  | 3-0  | 0-1  |
| Moliterno            | 1-2  | 5-2  | 1-0  | 0-1  | –––– | 1-2  | 4-1  | 1-1  | 1-1  | 1-0  | 3-1  | 0-0  | 0-2  | 1-0  | 1-1  | 0-1  |
| Murese Aurora 2000   | 0-2  | 2-0  | 2-1  | 0-0  | 1-0  | –––– | 0-1  | 0-5  | 2-2  | 2-2  | 7-1  | 1-0  | 4-2  | 2-1  | 1-2  | 1-2  |
| Pomarico             | 1-1  | 0-0  | 0-0  | 2-0  | 1-0  | 1-1  | –––– | 1-1  | 0-0  | 3-2  | 1-0  | 0-0  | 2-0  | 0-1  | 0-0  | 0-3  |
| Real Metapontino     | 1-0  | 6-1  | 1-1  | 3-0  | 3-0  | 2-0  | 3-0  | –––– | 3-1  | 4-1  | 2-0  | 4-0  | 4-0  | 2-0  | 5-2  | 3-2  |
| Real Tolve           | 0-0  | 3-2  | 2-2  | 0-0  | 2-0  | 2-1  | 1-0  | 0-0  | –––– | 2-0  | 3-1  | 2-0  | 1-0  | 2-2  | 0-0  | 1-4  |
| Satriano             | 0-0  | 1-0  | 4-0  | 4-0  | 1-1  | 3-1  | 3-1  | 1-2  | 0-2  | –––– | 3-2  | 1-0  | 3-1  | 5-0  | 2-2  | 1-1  |
| Soccer Lagonegro '04 | 0-2  | 0-0  | 0-2  | 2-0  | 0-2  | 1-2  | 1-0  | 0-1  | 3-1  | 0-0  | –––– | 1-0  | 1-1  | 0-1  | 2-1  | 0-1  |
| Sporting Matera      | 0-1  | 3-2  | 1-1  | 3-1  | 4-0  | 2-1  | 0-0  | 2-3  | 4-0  | 0-0  | 5-0  | –––– | 1-0  | 0-2  | 0-0  | 1-2  |
| Sporting Pignola     | 4-0  | 1-0  | 1-1  | 0-0  | 1-1  | 3-0  | 0-3  | 1-1  | 1-1  | 1-1  | 0-3  | 0-2  | –––– | 1-3  | 1-0  | 0-1  |
| Villa D'Agri         | 2-0  | 2-2  | 4-0  | 1-0  | 0-0  | 1-1  | 1-0  | 1-7  | 0-0  | 1-0  | 1-0  | 1-1  | 0-1  | –––– | 1-0  | 1-4  |
| Vitalba              | 1-2  | 3-1  | 4-0  | 2-0  | 0-1  | 1-0  | 1-1  | 1-5  | 1-1  | 2-3  | 3-0  | 2-0  | 3-0  | 1-3  | –––– | 0-2  |
| Vultur               | 3-0  | 2-0  | 1-0  | 1-0  | 2-2  | 6-0  | 0-0  | 1-1  | 2-1  | 3-0  | 1-0  | 3-0  | 2-0  | 5-0  | 3-0  | –––– |

## Spareggi

### Play-off

#### Semifinale
|                   | Risultati |            | Luogo e data                  |
| ----------------- | --------- | ---------- | ----------------------------- |
| Angelo Cristofaro | 2 - 2     | Real Tolve | Oppido Lucano, 1º maggio 2016 |
|                   |           |            |                               |

#### Finale
|                  | Risultati |                   | Luogo e data                     |
| ---------------- | --------- | ----------------- | -------------------------------- |
| Real Metapontino | 4 - 0     | Angelo Cristofaro | Montalbano Jonico, 5 maggio 2016 |
|                  |           |                   |                                  |

### Play-out

#### Semifinali
|                 | Risultati |                      | Luogo e data             |
| --------------- | --------- | -------------------- | ------------------------ |
| Latronico Terme | 3 - 2     | Sporting Pignola     | Latronico, 8 maggio 2016 |
| Pomarico        | 0 - 1     | Soccer Lagonegro '04 | Pomarico, 8 maggio 2016  |
|                 |           |                      |                          |

#### Finale
|          | Risultati |                  | Luogo e data             |
| -------- | --------- | ---------------- | ------------------------ |
| Pomarico | 1 - 0     | Sporting Pignola | Pomarico, 15 maggio 2016 |
|          |           |                  |                          |

## Supercoppa di Basilicata
La Supercoppa di Basilicata si è disputata tra la vincitrice del campionato di Eccellenza Basilicata, il Vultur, e la vincitrice del campionato di Promozione Basilicata, il Real Senise.
|                | Risultati |             | Luogo e data                       |
| -------------- | --------- | ----------- | ---------------------------------- |
| Vultur Rionero | 1 - 0     | Real Senise | Rionero in Vulture, 1º maggio 2016 |
|                |           |             |                                    |